# Pseudopusula
Pseudopusula is een geslacht van weekdieren uit de klasse van de Gastropoda (slakken).

## Soorten
- Pseudopusula californiana (Gray, 1827)
- Pseudopusula canariensis (Rothpletz & Simonelli, 1890) †
- Pseudopusula depauperata (G. B. Sowerby I, 1832)
- Pseudopusula geigeri Fehse & Grego, 2014
- Pseudopusula parcicosta (Reiss, 1862) †
- Pseudopusula praecursor Fehse & Grego, 2014 †
- Pseudopusula rota (Weinkauff, 1881)
- Pseudopusula sanguinea (G. B. Sowerby I, 1832)